# جيمس براكنريدغ كليمنس
جيمس براكنريدغ كليمنس (بالإنجليزية: James Brackenridge Clemens)‏ هو عالم حيوانات وعالم بقشريات الأجنحة أمريكي، ولد في 31 يناير 1825، وتوفي في 11 يناير 1867.